# ドラゴンクエストモンスターズ+
『ドラゴンクエストモンスターズ+』（ドラゴンクエストモンスターズ・プラス）は、吉崎観音によるファンタジー漫画。『月刊少年ガンガン』（エニックス）で、2000年4月号から2003年2月号まで連載。単行本は全5巻。2012年7月現在、累計100万部を突破している。
また、2012年に全巻カラーピンナップ付き、描き下ろしカバーイラストの新装版全5巻が発売。同時に、『月刊ガンガンJOKER』（スクウェア・エニックス）2012年8月号に新作の読み切りを掲載。先立って発売された『テリーのワンダーランド3D』を元にした描写も含まれている。

## 内容
本作はゲーム『ドラゴンクエストモンスターズ テリーのワンダーランド』の後日談を描いており、ドラゴンクエストシリーズのロト三部作（『I』・『II』・『III』）の世界が多く用いられ、それぞれの作品のキャラクターが多数登場する。また、明言はされていないが、『IV』や『V』のキャラクターらしき人物も出てくる。作品に登場する第1作の主人公は冒険中であるが、『II』『III』はオリジナル冒険後の世界のため、ゲームで大団円を迎えた後の勇者一行という「if世界」を描いている。
「第1作の一人パーティ」や「勇者一行はモンスターに全滅させられても所持金半額で復活する」などの、ゲームシステムそのものをも題材にしていたり、パッケージイラストを再現したシーンが登場したりと、ゲームを再現した描写が多い。

## ストーリー
『テリーのワンダーランド』の後の話。わたぼうによって異世界から召喚された少年・クリオは、テリーが行方知れずになりモンスターがいなくなってしまったタイジュの国の新たなモンスターマスターとなり、テリーの行方を追い求める。

## 登場キャラクター

### モンスターマスターとその仲間モンスター
クリオ
本作の主人公。テリーと精霊（わたぼう）が消えた後のタイジュの国に、わたぼうが最後に呼び寄せたモンスターマスター。勇者に憧れ、モンスターマスターのことを甘く見ていたが、いくつもの経験を経て一流と呼んで遜色ないだけの実力を身につける。性格はややお気楽で直情的。失敗に落ち込むこともあるが、それを糧に立ち上がり成長する強さを秘めている。
スラお
テリーが星降りの大会で優勝する際に参戦させ、マダンテを使い優勝を決めた純正のスライム♂。「邪の波動」に影響されながらも唯一牧場から離れなかったモンスターでクリオの初めてのモンスターになる。戦いから長い間離れていたために、マダンテなどの特技は使えなくなっているが、さらに戦い続け、魔霊界で修行した後は、最強奥義「エボルシャス」も身につけた。
Jr
父である魔物大臣が蒸発したため、協力してくれるドラゴンキッズ♂。ライムと後に配合するが、父の代理として大臣の職に就き、牧場にその後もいつく。
ライム
りゅうおう≒により生み出された『ドラゴンクエストI』世界に酷似した世界に生息するスライムベス♀。クリオの仲間となる。
ドラム
ライムとJrの配合で生まれたドラゴスライム♀。したのをよそに
ブーキー
ぶちキング♂。臆病者だったが、戦いの末強さを身につけた。好物は肉。
クリオ一行がブリザードと対決した際は、ザキ系完全耐性が功を奏し、ザキ系強耐性のスラお、ドラムがブリザードのザラキによって即死した中で生き永らえている。
エルゼ
エンゼルスライム♀。がんせきおとしが使える。
ゴラム
ゴールデンスライム♂。
ディノ
カレキの国のモンスターマスター。獣系の魔物を使う。かなりの実力の持ち主で、自分の強さに自信と誇りを持ち、実力の伴わない格好だけ、口だけのマスターを嫌っている。オーガー≒に呪われ、獣の耳と尻尾が生える。彼に騙されクリオが事の元凶と勘違いし、勝負を挑むがふとしたことから誤解が解け、現れた邪配合モンスターを相手に共闘。彼をライバルとみなすようになる。当初はキラースコップのキーラ、グリズリーのグリーズ、かまいたちのかまちーを連れ、後にグリーズに代わってキングレオのレオ、かまちーに代わってかまちー（二世）を連れるようになる。
スカラベ
職業「忍び」にしてモンスターマスター。虫系の魔物を使い、さらに自分自身も「三匹目」として戦う。「へんげのつるぎ」を持ち、ホーンビートルのつの丸、はさみくわがたのはさ丸を連れる。性別不明（作者のサイトに以前存在した掲示板でスカラベの性別を読者に問われたとき作者は「性別をどちらにしても何か言われそうなので怖くていえない」と答えていた）。なお、「忍び」の職業は『ドラゴンクエストIII』の諸職業と比べると、力で戦士に、素早さで武道家に、巧みさで盗賊に勝るという。ゲームボーイ版『ドラゴンクエストIII』の公式ガイドブックには、東方における防具「忍びの服」に身を包む謎の集団の存在を示唆する記述がある。
マルモ
職業「賢者」にしてモンスターマスター。物質系の魔物である呪いのランプ、メタルドラゴン、爆弾岩を連れる。
口癖は「五月蝿い」。心を閉ざしていたが、『ドラゴンクエストII』のロンダルキアに類似した異世界でクリオと出会い、心を開く。
モンスターに名前を付けていなかったため、彼女を守るためメガンテで消えた3体の魔物は復活する事は出来なかったが、その後星降りの祠に現れたタマゴに「クリオ」と名づけ、旅立つ。
追加エピソード『復活夜』では「そのさきの扉」の道中で登場しテリーと出会う。本編で見せていた寂しげな雰囲気は消え去り、口数も増えていた。ヴィルトやディノ、スカラベとも会った事があるらしい。
ヴィルト
有翼族のモンスターマスター。鳥系の魔物を使う。ホークブリザード、ひくい鳥、サンダーバードを連れる。『ドラゴンクエストV』の主人公らしき人を「師」と呼ぶ。年に似合わぬ落ち着きを持つ寡黙な求道者。テリーと戦うが、ジェノシドーの前に敗れ去る。
モンじい
しんりゅう、ローズバトラー、ゴールデンスライムを操るモンスターマスター。星降りの祠の管理者でもある。作中では、クリオに見せる為にと見物に行った闘技場でチーサンと対決するマチコ見てエロい発言をしており、エロじじいな面も見受けられる。魔王の「邪配合」により手持ちモンスターのしんりゅうが奪われ、りゅうおう (DRAGON) ≒になってしまう。原作のモンスターじいさんに当たる人物。
テリー
星降りの大会で優勝した最強のモンスターマスター。しかし、自らが配合で生み出した魔神デスタムーア（最終形）に力への可能性と共に提示された「邪の宝玉」を受け入れたことで、わたぼうを封印し、邪配合と邪の波動の力でさらなる究極のモンスターを目指す道を歩むことになる。
『復活夜』ではわたぼうの配慮によって更なる冒険に出発、邪配合への道は辿っていない事になっている。引き連れている魔物はGB版では登場しないカカロン・ヘルバトラー・どんぐりベビーの3体で「スカウトアタック」も使うなど、3DS版に準拠した設定になっている。

### 原作『ドラゴンクエストモンスターズ』シリーズからのキャラクター
わたぼう
タイジュの国の精霊。テリーに封印される。似た仲間にわるぼう、アイぼう、かくれんぼうがいる。
わるぼう
マルタの国の精霊。テリーによってわたぼうと共に封印されたはずだったが、わたぼうにより封印から逃れたらしい。クリオが世界の主を倒した時にわたぼうの代りに回復し、タイジュの国に戻す役割を担う。
タマミ
たまご鑑定士。可愛らしい少年が好きないわゆるショタコンである。
マチコ
タイジュの国の闘技場Aランクのモンスターマスター。容姿が良く、美女でモンじいが陶酔する。
テト
タイジュの国の闘技場Bランクのモンスターマスター。万年Bクラスである為、Aクラスのチーサンに馬鹿にされる。
チーサン（サンチ）
テリーに会うために男装して闘技場Aランクまで勝ち抜いたサンチ。途中で男装とモンスターマスターをやめる。言葉遣いが男の子っぽい所や髪が黒い以外はクリオの妹であるマリネに瓜二つである。
ミレーユ
テリーの姉。『ドラゴンクエストVI』に登場する成人女性姿ではなく、少女時代の姿。
プリオ
ダイジュの国のモンスター牧場管理人。やたらとドジを踏み、タイジュ国王の怒りを買っている。話し言葉に独特な訛りがある。
爆発親父
井戸の底に住み、ハーゴンの格好をしている科学者。クリオにりゅうおうの杖を与えた。

### その他ドラゴンクエストシリーズからのキャラクター
勇者
『ドラゴンクエスト』の勇者。りゅうおう≒の作り出した世界に導かれてやってきた。作中ではロト流剣術「鳳凰縦一文字斬」と「鳳凰十文字大切斬」を使った。勇者の名にふさわしい剣技の使い手であり、十分な体制から攻撃に専念（味方の援護などにより）すれば常に「会心の一撃」を出せる程の腕前。
竜王
りゅうおう≒の作り出した世界に君臨する、配合で作られた出来合いの物ではない誇り高き竜族の王にして世界の覇者。変身したりゅうおう≒を一撃で噛み殺す。
ロラン
『ドラゴンクエストII』のローレシア王子。作中では古流剣殺法「鳳凰縦一文字斬」と古流剣殺法「昇一文字」を使った。ロトの血縁者で唯一魔法は使えないが、その並外れた力と超一流の剣技から来る戦闘力はケタ外れで、それゆえシドー討伐後は人々からは「破壊神を破壊した」化け物と恐れられてしまう。
バズズ
ハーゴンの塔でロランに倒され地獄の淵に漂っていたバズズが、邪配合用の魂として邪配合の身体に容れられた魔物。その身体はシドーをも材料にして作られており、ロランに追い詰められた際にエビルシドーへと変貌する。また、身体の中には同じくハーゴンの塔の番人をしていたアトラスとベリアルの魂も内封されており、ロランの一撃で上半身が吹き飛ばされた際には彼らの姿や意思も異形の姿で表面化した。
メガンテで粉々にされた後、吹雪の杖が刺さり消滅する。
サトリ
『ドラゴンクエストII』のサマルトリア王子。隼の剣に破壊の剣の威力を宿らせた「破壊の気をまといし隼の剣」を装備し、古流剣殺法二文字「サマルトリア仕立て」を使った。数々の戦いの中で成長し、普段はのんびり屋だが、戦闘時は好戦的とも思えるような態度、挑発するような軽口を叩いたり、逞しい姿を見せる。
ルーナ
『ドラゴンクエストII』のムーンブルク王女。戦いの後も技を磨いていたためにマホトーンなども使える。たまに犬の頃の癖が出る。
ミルト
『ドラゴンクエストIII』の女賢者。『ドラゴンクエストIII』の勇者（ロト）に恋する少女。「賢者の書」の中でマルモが出会った。後にロトと共にロンダルキアの地に現れ、旧友マルモを救い、ロト（とその妻であるミルト自身）の子孫に道を示した。
魔霊界の番人
人間の姿をしているが元ホイミスライム。ブラックスライムと共に魔霊界で番人をしている。エボルシャスをスラおに伝授する。『ドラゴンクエストIV』のホイミンとの関連は不明だが、彼であることを示唆するコマが存在する。
時を失った英雄
翼を持った少年モンスターマスターの師匠。杖を持ち、マントとターバンを纏った姿で描かれ、足元にはキラーパンサーが眠っていた。最終巻の人物紹介では『V』の「勇者」と間違って紹介されている(原作では彼自身は勇者ではない)。

### その他のキャラクター
マリネ
クリオの妹。母親からは兄のようにはなるなと躾けられている。
グレドラ
クリオに本来与えられるはずだったグレイトドラゴン。「邪の波動」の影響で野生化し、牧場から逃げてしまう。
りゅうおう≒
「邪の波動」による「邪配合」によって生まれた魔王。モンじいのしんりゅうを「邪配合」し、更なる力を得る。
ピューロ
邪配合モンスター。一つ目ピエロだがその力は邪配合により強化されている。
カーペント
回想に登場。メタルドラゴンを作った。メラを使える。魔王城の近くの村で鍛冶を営んでおり、普段は村人から狂人扱いされていた。しかし、村が魔王の城の近くであることを恐れた村人に頼まれ、魔除けのような形で守護像の制作を依頼され、メタルドラゴンの製作にとりかかる。（このときカーペントは、普段は自分を狂人扱いするのに都合のいいときだけ平頼みする村人にあきれたような態度をとっていた）メタルドラゴンの製作は毎日昼も夜も休まずに行ない、これが原因の過労で死亡したものと思われる。村を守り続ける守護像という存在になるはずのメタルドラゴンに、世界がどのような形であっても自分の魂を持ち、自分の自由のために歩き生きることを願った。メタルドラゴンに「パパ」と呼ばれていたことや、村人がメタルドラゴンを「息子」と呼んでいたことから、メタルドラゴンを本当の息子のように思いながら製作していたと思われる。死亡後はメタルドラゴンの傍に小さな墓を建てられ、埋葬された。

### オリジナルモンスター
エビルシドー
バズズがシドーの力を表面化させた姿。翼や尻尾や腕などの外見がシドーのようになっている。シドーと同じ四本の腕を使い、同時に4連続で魔法を発動させるという反則的な能力を持ち、四大属性呪文を同時展開することで、下級呪文でもギガデインに匹敵する力を生み出す。その圧倒的な力でロランを倒したかに見えたが、サトリ、ルーナの登場により形勢を逆転され、ザオリクで復活したロランにより倒された。だが結局死んではおらず、ベリアルとアトラスの姿を異形の姿で表面化させた、さらにおぞましい姿となりクリオ達の前に現れる。
ブラックスライム
魔霊界で番人と共に登場。

## 異世界
本作では『ドラゴンクエストモンスターズ テリーのワンダーランド』で登場した異世界についてはほとんど描写されていない（ただし存在しないわけでも、クリオが冒険していないわけでもない）。そのため、メインはドラゴンクエストシリーズの世界に酷似した本作オリジナルの異世界を舞台にしている。
なお、魔霊界以外は作中でのハッキリした名称が登場しないため、便宜上の仮称で述べるものとする。
りゅうおう≒の作り出した異世界
りゅうおう≒が作り出した異世界であり、『ドラゴンクエスト』の世界と酷似するが、人間はいない（しかし元からいなかったのではなく、この世界の魔物にはクリオ達が流れ着く数日前に突然消えうせた様に知覚されている）。「りゅうおう」という存在に刻まれた望郷の姿と言われ、作り出したりゅうおう≒も全てを知るわけではない。
『ドラゴンクエストII』から数百年経過した姿の異世界
『ドラゴンクエストII』の世界の数百年後の姿の世界であり、クリオ達は出会わなかったが人間も存在する。この世界はシドーを倒した後、平和を取り戻すものの、人々に恐れられロランが逃げ出した数百年後の世界であり、ローレシア国は王子を失い没落し滅びている（元の世界ではサトリやルーナもロランを探していなくなったが、この世界でサマルトリア国などがどうなっているかは不明）。
魔霊界
死んだ人間や魔物が集う、命の中継ポイントとでも言うべきところ。
時空差の概念は無く、時間の流れ方も違うし、世界や時を越えて人物が巡り合うことも可能らしい。

## 特技
この作品では様々なドラゴンクエスト世界において同名の魔法に特性や威力の差があるのは、同じ魔法でも進化・改良（一部、退化や消滅する物もある）が時代と共に加えられた結果となっている。

### オリジナル特技
イオナズン・改
周りにエネルギー球を展開し、そこから破壊のエネルギーを迸らせるタイプのイオナズン。
メラゾーマ・ベス
掌サイズの火球を放ち、それを爆発させ大火球を作り出すタイプのメラゾーマ。
真・ドラゴラム
あらゆる種類のドラゴンへと変身し分けることが可能なドラゴラム。
エボルシャス
己の想い描く“最強”のイメージを強く望み、その想いが集約された時、全てのHPとMPを限界ギリギリまで消耗する代わりに姿形さえ変え、一時的に極限の『勇者』の力を得ることが出来る、ドラゴラムやモシャスとも次元が異なりマダンテさえも超越するという奥義。
ロト流剣術「鳳凰縦一文字斬」
強力な斬撃を相手に放つ技。
ロト流剣術「鳳凰十文字大切斬」
「グランドクロス」に限りなく近いと言われ、相手を十字に切り裂く技。なお、『トルネコの大冒険2』には「グランドクロス」が剣技として登場する。
古流剣殺法「鳳凰縦一文字斬」
上記のロト流剣術より進化しており、遠距離攻撃も可能。
古流剣殺法「昇一文字」
強力な斬り上げ。雪上で使った際には大きく雪が舞上がった。
古流剣殺法二文字「サマルトリア仕立て」
絡む様な太刀筋の二つの斬撃を放つ。「サマルトリア仕立て」の意味や二回攻撃を可能とする隼の剣の能力がどの程度影響しているかは不明。
忍び流特技「かわりみのじゅつ」
自分の代わりに攻撃を丸太に受けさせる。1ターンノーダメージ。

## 邪配合
魔神デスタムーア最終形態がこの世に出現させた「邪の宝玉」が生み出す「邪の波動」により行われる配合だが、厳密には配合とは全く違う物。
人間や星降りの祠の様な特別な場所に頼らず、魔物の力だけで行えるのが特徴。数種の魔物（人間さえも取り込めるような発言あり）を材料に一体の魔物を作り出す。通常の配合の「血統」の代わりに「本体」（ベース）が存在し、そちらの種族を元に邪配合モンスターは誕生し、意識もそちら持ちになる。邪配合は配合する魔物の意思を無視して行うことも可能であり、りゅうおう≒はしんりゅうを無理やり邪配合した。通常の配合では親の特性は生まれた時にはもう現れているが、邪配合では後天的に「邪配合」した魔物の力を表面化させる事も可能。邪配合によって生まれた魔物は死体が残らず、致命傷を負うと溶けて蒸発して消えてしまう。しかしその代わり異形ゆえのタフさで、通常の魔物なら死亡する損傷を受けても生存可能な場合がある。
作中では類似する邪法として『ドラゴンクエストIV』に登場した「進化の秘法」が取り上げられている。
邪の波動
邪の宝玉が生み出す邪配合の源。その力は魔物を凶暴化や野生化させ、タイジュの樹や精霊を衰退させる。